# Liste der Monuments historiques in Ernolsheim-lès-Saverne
Die Liste der Monuments historiques in Dossenheim-sur-Zinsel führt die Monuments historiques in der französischen Gemeinde Ernolsheim-lès-Saverne auf.

## Liste der Bauwerke
| Bezeichnung      | Beschreibung                                       | Standort                  | Kennzeichnung | Schutzstatus | Datum | Bild           |
| ---------------- | -------------------------------------------------- | ------------------------- | ------------- | ------------ | ----- | -------------- |
| Burg Warthenberg | Ruine einer romanischen Spornburg, 12. Jahrhundert | westlich des Ortes (Lage) | PA00085306    | Inscrit      | 1994  | weitere Bilder |